# Salix burqinensis
Salix burqinensis là một loài thực vật có hoa trong họ Liễu. Loài này được Chang Y. Yang miêu tả khoa học đầu tiên năm 1980.